# Richard Heck
Richard F. Heck (Springfield, 15 agosto 1931 – Manila, 10 ottobre 2015) è stato un chimico statunitense, scopritore della reazione di Heck, Premio Nobel per la chimica nel 2010.

## Biografia
Conseguito il Ph.D. alla UCLA nel 1954, per il post-dottorato si trasferisce all'ETH di Zurigo, per poi tornare nuovamente alla UCLA; successivamente viene assunto dalla Hercules Corporation a Wilmington. Durante gli anni sessanta sviluppa le ricerche che porteranno alla scoperta della "reazione di Heck".
I significativi risultati di ricerca ottenuti presso la Hercules gli permettono di tornare alla ricerca accademica presso l'Università del Delaware, dove resta dal 1971 fino al suo ritiro, avvenuto nel 1989. È professore emerito di chimica all'Università del Delaware.
Nel 2010 vince il Premio Nobel per la chimica “per gli accoppiamenti incrociati catalizzati dal palladio nella sintesi organica”, assieme al cinese (naturalizzato statunitense) Ei-ichi Negishi e al giapponese Akira Suzuki.
Muore il 10 ottobre 2015 all'età di 84 anni nella sua casa a Manila nelle Filippine.